# Ryszard Chlebuś
Ryszard Chlebuś (ur. 8 października 1952 w Radzyminie) – polski aktor teatralny i filmowy.

## Życiorys
W 1990 roku zdał egzamin eksternistyczny dla aktorów dramatu. Występował w następujących teatrach:
- Teatr Animacji w Jeleniej Górze (1979–82),
- Teatr im. Adama Mickiewicza w Częstochowie (1982–84),
- Teatr Polski w Bielsku-Białej (1984–86),
- Teatr im. Aleksandra Fredry w Gnieźnie (1986–90),
- Teatr Dramatyczny w Legnicy (1990–91),
- Teatr Powszechny w Łodzi,
- Teatr Rozrywki w Chorzowie.

## Filmografia
- 1986: Biała wizytówka (odc. 1)
- 1993: 20 lat później – urzędnik NRD przyjmujący pieniądze za Hauserów
- 1993: Czterdziestolatek. 20 lat później – uczestnik wycieczki do Aleksandrii (odc. 11)
- 1994: Oczy niebieskie
- 1995: Kamień na kamieniu – Franek
- 1996: Tajemnica Sagali – uczestnik zjazdu (odc. 12 i 13)
- 1996: Gry uliczne – sąsiad Katarzyny Rutkowskiej
- 1996: Ekstradycja 2 – lekarz badający Halskiego po zamachu (odc. 3)
- 1996: Dzień wielkiej ryby – właściciel restauracji
- 1997: Sztos
- 1997: Przystań – mężczyzna na zakończeniu roku szkolnego
- 1997: Królowa złodziei
- 1997: Księga wielkich życzeń – Krzysztof Antkowiak, kierowca z zakładu pogrzebowego
- 1997: Kroniki domowe – krewniak
- 1997: Kochaj i rób co chcesz – kierowca autobusu
- 1997: Gąszcz – bilardzista
- 1998: Syzyfowe prace – ojciec ucznia (odc. 2)
- 1998: Billboard – sprzedawca hot-dogów
- 1998: 13 posterunek (odc. 23)
- 1999: Torowisko – dyżurny ruchu
- 1999: Policjanci – sprzedawca na stacji benzynowej w Borzęcinie (odc. 3)
- 1999: Pierwszy milion
- 1999: Pan Tadeusz – pleban
- 2000: Złotopolscy – klient restauracji Marty Gabriel (odc. 218)
- 2000: Twarze i maski – inspicjent (odc. 1 i 2)
- 2000: Noc świętego Mikołaja – strażnik
- 2000: Słoneczna włócznia – cukiernik Sanders
- 2000: Pierwszy milion
- 2000–2001: Miasteczko – cukiernik Majcherek
- 2000: Dom – mechanik „Ekstra-Mocnego” (odc. 25)
- 2000–2001: Adam i Ewa – Władysław Rączka
- 2001–2011: Klan – 4 role: weterynarz, pasażer taksówki Rysia Lubicza; mężczyzna wskazujący Chojnickiemu drogę; kierownik budowy; barman w drink-barze „Frasunek”
- 2001: Requiem – Władzio, pracownik firmy Henryka
- 2001–2009: Plebania – akwizytor handlujący dewocjonaliami (odc. 110); ksiądz (odc. 830, 1405 i 1686)
- 2001–2007: M jak miłość – szef kawiarni (odc. 19, 20, 35 i 131); Jaśkowiak, pracownik przetwórni (odc. 485)
- 2001: Listy miłosne – prowadzący strzelnicę w lunaparku
- 2002: Kariera Nikosia Dyzmy – gość na przyjęciu
- 2003: Zostać miss 2 – Rysio
- 2003–2011: Na Wspólnej – lekarz pogotowia
- 2003: Kasia i Tomek – handlarz (odc. 20)
- 2003: Defekt – Waksman, zamordowany przez Wołczyka prezes banku
- 2004: Święta wojna – poseł Pszenica (odc. 195)
- 2004–2011: Pierwsza miłość – 3 role: Kazimierz Socha; pracownik stacji benzynowej; Mundek, wujek Krystyny
- 2004: Fala zbrodni – szef firmy transportowej (odc. 26)
- 2004: Dziki – kierowca
- 2005–2006: Warto kochać – krawiec Plewka
- 2005: Świat według Kiepskich – Mirosław Soczysty (odc. 233)
- 2005–2006: Niania – wuj Zdzisio (odc. 4 i 35)
- 2005–2010: Na dobre i na złe – pacjent (odc. 221); mężczyzna (odc. 228); pijany pacjent (odc. 350); Stanisław (odc. 414)
- 2005: Lokatorzy (odc. 211)
- 2005: Kryminalni – chłop w Zalesiu (odc. 25)
- 2006: Magda M. – Leon Stasiak, mąż Barbary (odc. 18)
- 2006: Co słonko widziało – producent zestawów do minisquasha
- 2006: Apetyt na miłość – dozorca w kamienicy Baranowskich (odc. 1)
- 2007–2009: Samo życie – mężczyzna (odc. 1001); były nauczyciel matematyki w Białolaskach (odc. 1339 i 1343)
- 2007: Pitbull – konduktor (odc. 9)
- 2007: Rezerwat – monter „Wąs”
- 2007: Ranczo Wilkowyje – chłop
- 2007: Halo Hans! – numer 41 na castingu
- 2007: Faceci do wzięcia – wesoły sanitariusz (odc. 21)
- 2007: Egzamin z życia – recepcjonista w szpitalu (odc. 77)
- 2007: Dwie strony medalu – pacjent (odc. 78)
- 2008: Stary człowiek i pies
- 2008–2009: Ranczo – mężczyzna (odc. 40); chłop (odc. 52)
- 2008: Ojciec Mateusz – pracownik mleczarni (odc. 10)
- 2008–2009: BrzydUla – pasażer autobusu
- 2009: Synowie – listonosz (odc. 17)
- 2009: Miasto z morza – pasażer pociągu
- 2009: Miasto z morza – pasażer pociągu (odc. 1)
- 2009: 39 i pół – taksówkarz (odc. 16)
- 2010: Usta usta – ksiądz (odc. 5)
- 2010–2011: Prosto w serce – ochroniarz na osiedlu
- 2010: Kawa w Gdańsku – Czesław
- 2010: Apetyt na życie – sprzedawca
- 2011: Życie nad rozlewiskiem – właściciel lokalu (odc. 1 i 7)
- 2011: Unia serc – właściciel firmy „Dworskie Smaki” (odc. 4)
- 2011: Sztos 2
- 2011: Linia życia – starszy pan
- 2012: Komisarz Alex – konwojent (odc. 16 i 18); Mirek (odc. 24)
- 2012: Paradoks – chłop (odc. 12)
- 2013: Prawo Agaty – ksiądz (odc. 51)
- 2014: Komisarz Alex – konserwator (odc. 71)
- 2016: Strażacy (odc. 20)
- 2016: Ranczo – chłop (odc. 126)
- 2016: Ostatnia rodzina – pracownik stacji benzynowej
- 2016: Komisarz Alex – Edward, łowca autografów (odc. 97)
- 2016: Singielka – stróż Jurek (odc. 135)
- 2017: Belle Epoque – dozorca (odc. 8)
- 2017: Ojciec Mateusz – ksiądz Marcin (odc. 238)
- 2017: W rytmie serca – Jan, pacjent Przychodni Rejonowej w Kazimierzu Dolnym (odc. 1)
- 2017: Druga szansa – taksówkarz (odc. 49)
- 2018: Wojenne dziewczyny – szatniarz Nikodem w kasynie
- 2018: Juliusz – portier w apartamentowcu
- 2019: Ultraviolet – właściciel lombardu (odc. 11)
- 2019: Proceder – alkoholik
- 2019: Ojciec Mateusz – sąsiad Anety Czajki (odc. 269)
- 2020: Kasta – Tadeusz Domagalski (odc. pt. „Windykator”)[1]

## Teatr Telewizji
Wystąpił w kilku spektaklach Teatru Telewizji. Zagrał m.in. rolę Cara w spektaklu „Hrabia” (1998).

## Teledyski
- Lolita „Blue Star”[2]